# Cherrocrius bruchi
Cherrocrius bruchi es una especie monotípica de escarabajo, única del género Cherrocrius, familia Cerambycidae. Fue descrita por Berg en 1898. Se encuentra en Argentina.